# Burundis flagga
Burundis flagga är diagonalt delad i fyra fält i färgerna rött och grönt. I mitten finns en vit cirkelskiva med tre sexuddiga stjärnor. Flaggan antogs av Burundi den 28 juni 1967 och har från och med 27 september 1982 proportionerna 3:5.

## Symbolik
De två röda fälten symboliserar frihetskampen, och de två gröna fälten symboliserar hoppet. Det vita i flaggan står för fred. I mitten finns tre stjärnor som officiellt symboliserar de tre orden i landets valspråk: Unité, Travail, Progrès ("Enighet, arbete, framsteg") Stjärnorna tolkas även som representanter för landets dominerande folkslag hutu, tutsi och twa.

## Historik
När Burundi blev en självständig monarki 1962 antogs en liknande flagga, fast med en karyenda (en sorts trumma) och en durraväxt i mitten. Trumman är en symbol för kungamakten, och togs bort när Burundi blev republik 1966. Ett år senare ersattes durraväxten med dagens tre stjärnor.